# WWE Raw
WWE Raw je sportovní zábavní televizní pořad od WWE, který se ve Spojených státech vysílá na USA Network. Show ve Spojených státech debutovala 11. ledna 1993 na USA Network. Zde se vysílala do roku 2000 do té doby, než byla přesunuta na televizní kanál TNN, později Spike TV. V roce 2005 se přesunula opět na USA Network. Již od své první epizody v roce 1993 se Raw vysílá každý pondělní večer. Show Raw je díky své bohaté historii všeobecně vnímána jako nejlepší program od společnosti WWE, má vysoké ratingy a týdenní tříhodinové vysílání.
Je to pátá nejdéle běžící týdenní wrestlingová show v historii. Nejdéle běžící wrestlingové show jsou WCW Saturday Night (28 let), WCW WorldWide (26 let), Wrestling at the Chase (24 let) a World of Sport (20 let).
Od své první epizody byla show WWE Raw vysílána ve 197 různých arénách v 165 městech a velkoměstech v 9 různých národech (Spojené státy, Kanada, Spojené království, v roce 2005 Afghánistán, v roce 2006 Irák pro speciální Tribute to the Troops, v roce 1997 Německo, v roce 2005 Japonsko, v roce 2007 Itálie a v roce 2011 Mexiko). Show se v současné době vysílá s tří týdenním zpožděním v Jižní Africe na soukromém vysílání E.tv v neděli večer v 17:00. Po své 1000. epizodě, která byla odvysílána 23. července 2012, se show Raw změnila v tříhodinové vysílání které dříve platilo pouze pro speciální epizody.Od 19.7 má RAW vlastní roster po rozdělení značek.

## Produkce
Během 1000. epizody Raw, debutovala jako nová úvodní znělka skladba "Tonight is the Night" od Jima Johnstona, zatímco "The Energy" od Shinedown slouží jako druhá znělka. Od 16. listopadu 2009 do 23. července 2012 byla úvodní znělka pro Raw "Burn It to the Ground" od Nickelback. Před tímto songem sloužila skladba "...To Be Loved" od Papa Roach a byla užívána od 9. října 2006 a "Across The Nation" od The Union Underground od 1. dubna 2002 do 2. října 2006. Rapová verze "Thorn In Your Eye" od Scotta Iana ze skupiny Anthrax byla úvodní znělka od roku 1998 do 25. března 2002.
Od 10. března 1997 byla dvouhodinová show Raw rozdělena do dvou částí: Raw Is War a Raw Zone, jedna část trvala jednu hodinu. Nicméně, od 1. října 2001 se první část změnila na Raw a druhá na Raw Zone. 17. května 2012 WWE a USA Network oznámili, že se Raw bude pravidelně každý týden vysílat tři hodiny.

## Šampioni
| Championship                       | Šampión                  | Datum výhry | Akce                            | Poražen           |
| ---------------------------------- | ------------------------ | ----------- | ------------------------------- | ----------------- |
| WWE World Heavyweight Championship | Gunter                   | 3.8.2024    | SummerSlam 2024                 | Damian Priest     |
| WWE Intercontinental Championship  | Bron Breakker            | 21.10.2024  | RAW                             | Jey Uso           |
| World Tag Team Championship        | Finn Bálor & JD McDonagh | 24.6.2024   | RAW                             | R-Truth & The Miz |
| WWE Women's World Championship     | Liv Morgan               | 22.4. 2024  | King and Queen of the Ring 2024 | Becky Lynch       |

## Oprávněné osoby
| Osoba                                                             | Pozice                                          | Datum zahájení     | Datum ukončení     |
| ----------------------------------------------------------------- | ----------------------------------------------- | ------------------ | ------------------ |
| Ric Flair                                                         | Vlastník                                        | 19. listopadu 2001 | 10. června 2002    |
| Vince McMahon                                                     | Vlastník                                        | 10. června 2002    | 15. června 2009    |
| Eric Bischoff                                                     | Generální ředitel                               | 15. července 2002  | 28. dubna 2003     |
| Eric Bischoff a "Stone Cold" Steve Austin                         | Generální ředitelé                              | 29. dubna 2003     | 16. listopadu 2003 |
| Eric Bischoff                                                     | Generální ředitel                               | 16. listopadu 2003 | 1. prosince 2003   |
| Eric Bischoff a Mick Foley                                        | Generální ředitelé                              | 1. prosince 2003   | 15. prosince 2003  |
| Eric Bischoff                                                     | Generální ředitel                               | 15. prosince 2003  | 5. prosince 2005   |
| Jonathan Coachman                                                 | Generální ředitel                               | 11. června 2007    | 6. srpna 2007      |
| William Regal                                                     | Generální ředitel                               | 6. srpna 2007      | 19. května 2008    |
| Mike Adamle                                                       | Generální ředitel                               | 28. července 2008  | 3. listopadu 2008  |
| Shane McMahon Stephanie McMahon                                   | Generální ředitelé                              | 3. listopadu 2008  | 24. listopadu 2008 |
| Stephanie McMahon                                                 | Generální ředitelka                             | 24. listopadu 2008 | 6. dubna 2009      |
| Vickie Guerrero                                                   | Generální ředitelka                             | 6. dubna 2009      | 8. června 2009     |
| Donald Trump                                                      | Vlastník                                        | 15. června 2009    | 22. června 2009    |
| Vince McMahon                                                     | Vlastník, CEO a předseda                        | 22. června 2009    | 2023               |
| Různí speciální hosté                                             | Speciální hosté                                 | 29. června 2009    | 10. května 2010    |
| Vickie Guerrero                                                   | Generální ředitelka                             | 10. května 2010    | 10. května 2010    |
| Bret Hart                                                         | Generální ředitel                               | 24. května 2010    | 21. června 2010    |
| Anonymní generální ředitel Raw (později odhalen jako Hornswoggle) | Generální ředitel                               | 24. června 2010    | 21. července 2011  |
| Triple H                                                          | Provizorní ředitel                              | 18. června 2011    | současnost         |
| Theodore Long                                                     | Asistent COO                                    | 5. září 2011       | 10. října 2011     |
| John Laurinaitis                                                  | Generální ředitel                               | 10. října 2011     | 17. června 2012    |
| David Otunga                                                      | Právní poradce                                  | 11. října 2011     | 17. června 2012    |
| Theodore Long                                                     | Asistent generálního ředitele                   | 2. dubna 2012      | 17. června 2012    |
| Eve Torres                                                        | Výkonná správkyně                               | 23. dubna 2012     | 17. června 2012    |
| Prozatímní generální ředitelé                                     | Hostující GM                                    | 18. června 2012    | 16. července 2012  |
| AJ Lee                                                            | Generální ředitelka                             | 23. července 2012  | 22. října 2012     |
| The Authority (Triple H & Stephanie McMahon)                      | -                                               | 18. srpna 2013     | 1. května 2016     |
| Stephanie McMahon & Shane McMahon                                 |                                                 | 1. května 2016     | 18. července 2016  |
| Stephanie McMahon,Mick Foley                                      | Mick Foley Generální manažer,Stephanie komisař. | 18. července 2016  | 3. dubna 2017      |
| Kurt Angle                                                        | Generální manažer                               | 3. dubna 2017      | 17. prosince 2018  |
| Sonya Deville                                                     | Výkonná správkyně                               | 1. ledna 2021      | 9. května 2022     |
| Adam Pearce                                                       | Výkonny správce                                 | 17. ledna 2020     | 13. října 2023     |
| Adam Pearce                                                       | Generální manažer                               | 13. října 2023     |                    |

## Ringoví hlasatelé
- Howard Finkel • leden 1993–srpen 2002
- Tony Chimel • duben 1997–srpen 1999
- Lilian Garcia • srpen 1999–2016
- Justin Roberts • březen 2007–červen 2007,  2009–2014
- JoJo • červenec 2016–2018
- Mike Rome • srpen 2017–2023
- Samantha Irvin • 2023–2024
- Lilian Garcia • 2024–současnost